# 彭伯頓磨坊倒塌事故
彭伯頓工廠（英語：Pemberton Mill）是一座位於美國麻薩諸塞州勞倫斯的大型紡織工廠，最初於1853年建成。1860年1月10日下午約4時30分，該建築的一部分突然坍塌，數百名工人被壓埋在瓦礫之下。此事件被稱為「麻薩諸塞州歷史上最嚴重的工業災難」，亦是「美國歷史上最嚴重的工業災難之一」。據估計，數百名被壓在廢墟下的工人中，約有88至145人當場死亡，另有166人雖被救出，但均受重傷。
事故發生後，搜救工作隨即展開，試圖尋找倖存者或遺體。然而，一名志願者手持的油燈不慎被撞翻，燃燒的油洩漏至瓦礫堆，引發了一場大火。火勢迅速蔓延，阻礙了許多可能倖存者的救援。由於工廠內大量木材、含化學物質的機械，以及棉花、牛仔布、法蘭絨等易燃材料的存在，火勢變得更加猛烈。
調查人員將這起災難歸因於劣質的建築結構，以及二樓設備的過度承重，這些問題顯而易見且可預防。該事件促使工業建築和工作場所安全方面的改進。工廠隨後在原址重建。

## 背景
彭伯頓工廠於1853年建成，為一座五層樓高的建築，長280英尺（85公尺），寬84英尺（26公尺）。其總工程師為查爾斯·H·比格羅（Charles H. Bigelow）。該工廠的建設由約翰·A·洛厄爾（John A. Lowell）及其姐夫J·皮克林·普特南（J. Pickering Putnam）出資，總成本為850,000美元（相當於2023年約31,000,000美元）。這在當時被稱為「一筆巨大的財富」。
在1857年的金融危機期間，洛厄爾和普特南將工廠以350,000美元的虧損出售給喬治·豪（George Howe）和大衛·內文斯（David Nevins Sr.）。新任業主將更多機械設備擠進工廠，試圖提高其利潤。工廠運營極為成功，每年賺取1,500,000美元（相當於2023年約49,000,000美元），並在災難發生時擁有2,700個紡錘和700個紡織機在運作。

## 倒塌經過
1860年的某個星期二下午約5點時，附近工廠的工人驚恐地目睹了彭伯頓工廠突然整個變形，隨後伴隨著巨大的聲響倒塌。據《紐約時報》的法庭證詞報導，建築物倒塌時，擁有者喬治·豪伊（George Howe）成功逃脫。
數十人當場死亡，超過600名工人（其中多是女性和兒童）被困在瓦礫之中。在太陽落下後，救援人員升起篝火以照亮救援現場，在火光的映照下許多殘骸「面部被壓得無法辨識，有些血肉模糊的傷口露出骨頭，身上乾涸的血跡混合著磚塊碎屑和破碎的衣物。」
晚上9點半左右，仍有許多人受困在工廠廢墟中，有人不小心打翻了一盞油燈，導致火焰迅速沿著棉花廢料和被油浸泡過的碎木蔓延開來。一名被困的男子因無法忍受高溫，選擇割喉自盡；他最終被救出，但死於其嚴重的傷勢。隨著火勢蔓延，救援人員、醫生、受害者家屬和圍觀者都被迫撤離。不久，那些從廢墟中傳出的尖叫聲逐漸消失，救援人員最終發現的只有一具具燒焦、仍在冒煙的殘骸，其中「磚塊、砂漿和人骨......混雜在一起。」
《美國遺產雜誌》（American Heritage）記錄了以下場景：
突然間傳來一陣尖銳的嘎吱聲，隨後是一陣震耳欲聾的巨響。工廠的外牆幾乎向外凸出並爆炸，接著僅在數秒內，彭伯頓工廠便完全倒塌。數噸重的機械設備從坍塌的樓層中墜落下來，將被困住的受害者一起拖向深淵。就在幾分鐘後，整座工廠只剩下一堆扭曲的廢鐵、斷裂的木樑、粉碎的磚塊，以及痛苦而無助的人們。
《波士頓年鑑與商業名錄》(The Boston Almanac and Business Directory）則記錄道：
位於勞倫斯市的彭伯頓工廠倒塌時，約有800名工人正在工作，許多人被埋在瓦礫中。倒塌約四小時後，火災爆發，燒死那些尚未被救出的人。這場可怕的災難中，有超過115人死亡，165人輕重傷。
《波士頓環球報》(The Boston Globe）則生動地描述了這場災難：
倒塌後的場景宛如人間煉獄。數百名男 女和兒童被埋在瓦礫之中。有些人告訴他們的親友自己沒有受傷，但被周圍的木樑壓住了，正在等待救援。另一些人則正在經歷死亡或已經死去。救援人員用盡一切努力拯救這些不幸的人。然而，令人悲痛的是，一盞油燈的破碎，引發了一場嚴重的火災。片刻之間，廢墟成了一片火海。據傳，有14人在親人無法相救的情況下，當場被燒死。